# Ломки (Ярославский район)
Ломки — деревня в Ивняковском сельском поселении Ярославского района Ярославской области России.

## География
Деревня находится в окружении сельскохозяйственных полей. Рядом протекает ручей.

## История
В 2006 году деревня вошла в состав Ивняковского сельского поселения образованного в результате слияния Ивняковского и Бекреневского сельсоветов.

## Население
| 2007 | 2010 |
| ---- | ---- |
| 13   | ↘12  |

### Историческая численность населения
По состоянию на 1859 год в деревне было 10 домов и проживало 68 человек.
По состоянию на 1989 год в деревне проживало 24 человека.

### Национальный и гендерный состав
Согласно результатам переписи 2002 года, в национальной структуре населения русские составляли 92 % из 12 чел., из них 8 мужчин, 4 женщины.
Согласно результатам переписи 2010 года население составляют 6 мужчин и 6 женщин.

## Инфраструктура
Основа экономики — личное подсобное хозяйство. По состоянию на 2021 год большинство домов используется жителями для постоянного проживания и проживания в летний период. Вода добывается жителями из личных колодцев. На севере от деревни находится газораспределительная станция. Имеется таксофон (около дома №16).
Почтовое отделение №150506, расположенное в деревне Бекренево, на март 2022 года обслуживает в деревне 28 домов. Дом №6А обслуживает почтовое отделение №150508, расположенное в селе Сарафоново.

## Транспорт
Ломки находится в 2,2 км от автодороги Р132 «Золотое кольцо». До деревни идёт асфальтовая и грунтовая дороги.